# Авария Ту-154 в Оренбурге
Авария Ту-154 в Оренбурге (также Авария Ту-154 под Оренбургом) — авиационная авария, произошедшая в ночь субботы 1 марта 1980 года. Авиалайнер Ту-154А авиакомпании «Аэрофлот» выполнял плановый внутренний рейс SU-3324 по маршруту: Симферополь — Сочи — Оренбург — Новосибирск, но при посадке в аэропорту Оренбург лайнер грубо сел на ВПП и разрушился. Никто не погиб, однако пострадали 3 человека из 161 человека; 152 пассажиров и 9 членов экипажа.

## Самолёт
Ту-154А с бортовым номером СССР-85103 (заводской — 75А103, серийный 0103) был выпущен Куйбышевским авиационным заводом в мае 1975 года, а затем передан Министерству гражданской авиации СССР, которое 20 мая направило самолёт в Шереметьевский ОАО Центрального управления Международных Воздушных Сообщений. 4 февраля 1980 года (за 25 дней до аварии) был передан в Толмачёвский ОАО Западно-Сибирского УГА. В связи с олимпийскими играми в Москве был нанесён стикер «Official Olympic Carrier». На день аварии 4-летний лайнер налетал 6922 часа и 3075 циклов взлёт-посадка.

## Экипаж
Самолётом управлял экипаж, состав которого был:
Командир воздушного судна (КВС) — Н. П. Карпов
Второй пилот — В. С. Соловьёв
Бортинженер — С. К. Мальцев
Штурман — Ю. И. Попов
В салоне самолёта работали 5 бортпроводников.

## Хронология событий
В 21:37 рейс 3324 вылетел из аэропорта Сочи—Адлер и взял курс на Оренбург. Полёт до ППМ (поворотного пункта маршрута) Карауылкельды проходил без отклонений.
После входа в зону Актюбинского районного центра экипаж запросил разрешение после пролёта Актюбинска следовать по спрямленной трассе Актюбинск — Оренбург. Диспетчер дал разрешение следовать по трассе Карауылкельды — Оренбург, которая не была указана в перечне воздушных трасс СССР. При проведении предпосадочной подготовки были допущены многочисленные нарушения, во время снижения пилоты вели между собой посторонние разговоры, не выполнили карты контрольных проверок при развороте и входе в луч глиссады, вошли в глиссаду без механизации. На предпосадочной прямой допускал крены до 23 градусов и вертикальную скорость до 9-10 м/с. В нарушение НПП ГА (Наставления по производству полётов в гражданской авиации) экипаж не доложил о готовности к посадке, а диспетчер посадки разрешил посадку, не получив доклада о готовности к посадке.
Многочисленные ошибки привели к грубой посадке с вертикальной скоростью 3 м/с и поступательной 265 км/ч и последующим отделением от земли после касания. Далее экипаж установил РУДы в положение «реверс» и через 8 секунд, пролетев 635 метров после первого касания, самолёт ещё раз приземлился на ВПП с перегрузкой почти в 4 g (3,9 g) и со скоростью 230 км/ч, что привело к разрушению и сильной деформации фюзеляжа. После второго касания самолёт начал уклоняться влево и сошёл с боковой полосы безопасности (БПБ). В процессе движения по БПБ хвост отделился и упал на грунт. Пройдя 647 метров от точки второго касания, лайнер развернулся на 108 градусов к оси ВПП и остановился на рулёжной дорожке в 165 метров от ВПП.
В результате посадки пострадали 2 члена экипажа и 1 пассажир
Лайнер списали как не подлежащий восстановлению.

## Выводы
Причиной аварии являлось грубое приземление самолёта до ВПП в результате нарушения экипажем требований П.П. 3.3.5, 4.3.4, 8.6.11 НПП ГА-78, П.П. 4.2.11 (7.8.9), 4.13.13.14 (4) РЛЭ Ту-154А и карты контрольных проверок при посадке.

## Cм. также
- «Экипаж» — также повреждение хвоста
- Авария Ту-154 в Чите — также отделение хвоста
- Авария Ту-154 в Праге — деформация хвоста при грубой посадке